# 中乌航空航天研究院
中乌航空航天研究院由中乌两国合作建成，为一所以培养航空人才为目标的研究院。该研究院成立于2017年11月9日，合作双方为萧山区人民政府与乌克兰国立航空航天大学。
该研究院将引入乌克兰航空航天、高端装备、智能制造、新能源新材料等领域高层次人才共同创业，研究和开发前沿技术、新产品，对接国内前沿产业及资本实现项目产业化，从而进一步推进萧山国际化及外国人创业创新发展步伐。萧山和乌克兰国立航空航天大学旨在共同培养高层次人才，并引进两国政府支持的项目。同时，双方将在航空航天、信息技术、环保生物技术、新能源技术、新材料技术等领域进行深入合作，将研究成果在中乌两国转化落地，共同推进中乌两国高校与企业的国际合作。